# François-Henri de Montmorency

François Henri de Montmorency.

François-Henri de Montmorency, från 1662 genom giftermål och kunglig utnämning hertig av Luxemburg, född 8 januari 1628, död 4 januari 1695, var en fransk militär. 
Montmorency var kusin till prinsen av Condé, stod under fronden på dennes sida och delade hans landsflykt. År 1668 deltog han som generallöjtnant i erövringen av Franche-Comté, 1672 besegrade han Vilhelm III av Oranien och räddade 1673 genom ett berömt återtåg från Utrecht till Maestricht sina 20 000 man att förintas av fiendens 70 000. År 1675 blev han marskalk och besegrade 1678 i slaget vid Saint Denis på nytt Vilhelm III. Därpå blev Montmorency-Bouteville inblandad i förgiftningsskandalerna vid franska hovet  och insattes 1680 för en tid på Bastiljen men togs snart åter till nåder. Under pfalziska tronföljdskriget vann han på nytt ett flertal segrar över Vilhelm III, bland annat i Fleurus 1690, slaget vid Neerwinden 1693, Steenkerque  och Landen. På grund av de många troféerna han erövrade fick han tillnamnet "Notre Dames tapetserare".
Han har ansetts som en av sin tids främsta militära taktiker.